# Crowdcube
Crowdcube är ett riskkapitalbolag med en webbplats för gräsrotsfinansiering för entreprenörer. Huvudkontoret ligger i Exeter utanför London med verksamheten i en rad olika länder, däribland Sverige, Spanien och Polen.
Crowdcube tillhandahåller en marknadsplats där entreprenörer ges möjligheten att presentera sina företag för en stor mängd investerare, och på så vis har möjlighet att få kapital, nya aktieägare och expertkunskap till sina verksamheter.
Crowdcube hade i september 2014 över 90 000 registrerade medlemmar.
Crowdcube Ltd grundades i Storbritannien 2011 av Luke Lang och Darren Westlake och Crowdcube North AB bildades 2013 för den Nordiska verksamheten. 
Ledord för verksamheten är transparens, lika villkor för alla och samhällsnytta. 

## Modell
På Crowdcubes webbplats skapar entreprenören en sida där han eller hon beskriver sig själv och sitt företag. Beskrivningen består av 5 block; Idén, Marknaden, Grundarna, Budget och Exit-strategi. Dessa kompletteras sedan med en Affärsplan, en komprimerad finansiell plan (Snapshot) och en Video. Videon är oftast en "Elevator Pitch" på 2-3 minuter där entreprenörerna presenterar sig själva, sitt företag och varför det skall vara intressant för investeraren att bli delägare i just detta företag. Crowdcubeprojektet ska ha ett tydligt syfte, ett deadline-datum och en målsumma. Målsumman är de pengar som entreprenören behöver samla in för att lyckas med sina angivna målsättningar. Därefter kan entreprenören marknadsföra sin sida till omvärlden, ofta i sociala medier, i syfte att väcka intresse hos potentiella investerare. Om investeraren vill bli aktieägare i företaget tecknar han en anmälningssedel för att köpa aktier i företaget. Om målsumman uppnåtts vid deadline betaler investerarna för sina aktier, om målsumman inte uppnås blir det ingen nyemission och projektet förfaller. Om målsumman uppnås före deadline kan entreprenören välja att ta in mer pengar till samma värdering och mao tillåta mer utspädning av sitt ägande. Crowdcube har valt denna "allt-eller-inget"-modell för att minska risken både för entreprenören och för investerarna.
Förutom pengar ger en kampanj på Crowdcube företaget exponering mot en stor mängd aktiva människor som ofta ger nya affärskontakter, kunder och leverantörer, både i Sverige och internationellt. 
Crowdcube tar ut en avgift på fem procent av målsumman om projektet uppnår sitt finansieringsmål, samt en administrativ avgift. Sedan starten i februari 2011 har Crowdcube räknat in över 140 lyckade projekt, och mer än 400 miljoner kronor har sammanlagt investerats av de mer än 90 000 medlemmarna.
I juni 2014 lanserade Crowdcube också sina första två företagsobligationer (Mini-bonds på engelska), med 7-8% ränta och 3-5 års löptid. Båda hade 1 miljon pund som målsumma. Den första (River Cottage) nådde sitt mål på 36 timmar och den andra överträffade i slutändan sitt mål med 116%.

## Fakta (september 2014)
- Cirka 25% av Crowdcubes företag är rena startups, hälften är "Early stage" och 25% är tillväxtföretag.
- Snittvärderingan för respektive kategori är ca 5 mkr (startups), 10 mkr (early stage) och 30 mkr (tillväxt).
- Genomsnittlig utspädning är 20%. Antalet nya aktieägare är 106 per företag i snitt.
- Populäraste affärsområden är handel (20%), internet (18%), teknologi (18%), mat & dryck (10%)
- Flera företag har kommit tillbaka till Crowdcube för en andra eller tredje finansieringsrunda. I samtliga fall för mer pengar och till högre värdering.
- Crowdcube är ett exempel på detta, i december 2011 tog de in £300 000 på en värdering av £3M, i maj 2013, £1,5M till en värdering av £8M och i juli 2014, £5M till värdering ca  £20M.
- I kapitalresningen i maj 2014 gjorde den engelska venture capital firman Balderton en investering på £3,8M och sedan fick Crowdcubes egna medlemmar teckna sig för £1,2M på samma villkor som Balderton.
- Balderton har investerat i mer än 100 startups, bl.a. Rebtel, Tictail, Bookatable, Betfair ($2B IPO), MySQL ($1B försäljning till Sun Microsystems), Bebo ($850M försäljning till AOL)  NaturalMotion ($527M försäljning till Zynga), Yoox ($700M IPO).
- Samhällsnytta - unga, expansiva företag skapar arbetstillfällen. I snitt räknar de företag som Crowdcube hjälpt till att finansiera med att anställa 5 nya medarbetare per miljon kronor som investerats i deras företag.
- Jämför - Sverige har 400 000 arbetslösa. 400 000 / 5 = 80 000 miljoner = 80 miljarder kronor i investering.

## Finansierade verksamheter (urval)
- Chilango (Mini-bond) - £2,1M, 211% av målet från 718 investerare
- River Cottage - £1M, 100% av målet (på 36 timmar) från 285 investerare
- Best of All Worlds - £493 000, 214% av målet från 67 investerare
- Crowdcube - £5M, 100% av målet från 146 investerare
- Sustainable Power - £2,1M, 104% av målet från 101 investerare
- HAB Housing - £1,9M, 197% av målet från 640 investerare
- Water Baby Musical - £1M, 100% av målet från 42 investerare
- Lovespace - £1,5M, 260% av målet från 257 investerare
- FarmDrop - £749 000, 187% av målet från 352 investerare
- Lawbit - £398 000, 111% av målet från 160 investerare
- Zero Carbon Food - £580 000, 193% av målet från 482 investerare
- Cauli Rice - £495 000, 165% av målet från 285 investerare
- Pizza Rossa - £440 000, 157% av målet, 119 investerare
- Escape The City – £600 000 från 394 investerare